# Mura (scrittrice)
Mura, pseudonimo di Maria Assunta Giulia Volpi Nannipieri (Bologna, 25 ottobre 1892 – Stromboli, 16 marzo 1940), è stata una scrittrice e giornalista italiana.

## Biografia
Nacque a Bologna da una famiglia borghese (il padre era stato cameriere e poi venditore di alimentari) trasferitasi a Livorno dal 1897 al 1912. Suoi fratelli furono Luigi, morto nel 1970, scrittore e attore di teatro nella compagnia di Elsa Merlini e Ruggero Ruggeri, e Giuseppe, morto nel 1915 in seguito a ferite riportate sul Monte San Michele, durante la prima guerra mondiale.
Nel 1912 si spostò quindi a Milano per lavorare come giornalista con l'editore Sonzogno.
Dal 1920 prese casa anche a Gavirate, nella provincia di Varese, in via Enrico Toti, nella parte alta del paese vicino alla stazione ferroviaria, come testimoniato da una lapide murata nel giugno 1943. In questa casa iniziò e portò a termine la maggior parte dei suoi romanzi.
Morì all'età di quarantotto anni nel cielo di Stromboli, quando l'aereo Savoia-Marchetti S.M.73 (I-SUTO) della compagnia Avio Linee Italiane su cui si era imbarcata a Tripoli precipitò. I funerali a Gavirate furono imponenti, alla presenza di persone illustri quali Amedeo Nazzari, Milly Dandolo, Elsa Merlini e il commendator Angelo Rizzoli. Dopo la sua scomparsa, uscì un film tratto da un suo romanzo, Cantate con me!, diretto da Guido Brignone.
Le dediche sui libri della sua biblioteca testimoniano l'apprezzamento da parte di illustri personaggi dell'epoca: Guido da Verona “Alla bella gentile e geniale Mura, compagna... e amica prediletta con simpatia e con ammirazione” (1919 e successivamente 1931), frontespizio di L'assassinio dell'albero antico; F.T.Marinetti “Alla sig.ra Mura, all'autore di Perfidie con viva simpatia” (1919), su Otto anime in una bomba; R.Bacchelli “Per Mura, il collega Bacchelli (1932), su Oggi, domani e mai; S.Gotta “Alla cara Mura, con fraternità di spirito” (1934), su Lilith; A.Vivanti “A Mura, mia sorella in arte!” (1932), su Salvate le nostre anime; M.Dandolo “A Mura con sincero affetto e con fraterna simpatia” (1940), su La fuggitiva; G.Marotta “Mia cara Mura, spero che qualche pagina di questo libretto vi divertirà” (1940), su Questa volta mi sposo.

## Gli inizi come giornalista
A Milano cominciò a lavorare per il Touring Club Italiano e a collaborare con giornali e riviste come giornalista. Iniziò con piccoli articoli su L'Illustrazione Italiana, collaborò con Telegrafo e Secolo XX  testate dell'editore Sonzogno, e con Novella.
Molti dei suoi futuri romanzi e novelle vennero pubblicati a puntate. Su Noi e il mondo redigeva una rubrica di "Cronache letterarie", per Il Secolo Sera scriveva "Caroselli", brevi elzeviri romanzati, note di costume, riflessioni varie e intratteneva anche una rubrica di corrispondenza con le lettrici.
La sua attività versatile comprese esperienze teatrali e cinematografiche, con la stesura di copioni e libri per l'infanzia.

### Pseudonimo
Per pubblicare scelse uno pseudonimo strano ed originale, "Mura", in onore dell'avventuriera russa contessa Maria Tarnowska, soprannominata appunto con lo stesso nome, un personaggio dalla bellezza travolgente e conturbante che si colloca tra Lou Salomé e Mata Hari. Sposata con il depravato conte Tarnowsky, dopo la sua morte accetta la corte di un altro ricco e vecchio pretendente che morirà in circostanze drammatiche, in cui Maria Nicolaievna è coinvolta come istigatrice. Finirà processata e condannata.
La scelta dello pseudonimo è l'indizio della complessità del personaggio Mura, apparentemente, nella scelta delle tematiche dei suoi racconti e romanzi rosa, lineare, semplice, quasi scontata, che invece rivela anche le incertezze e le ambiguità dei miti femminili di inizio secolo, e la difficile conquista della identità di donna.

## L'opera letteraria

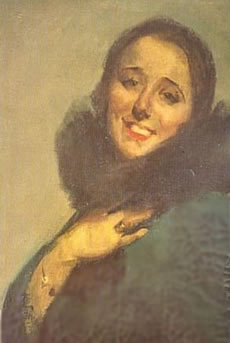
Mura in un ritratto degli anni venti

### Dal romanzo d'appendice al romanzo "rosa"
Il contesto storico della scrittura in cui comincia ad esprimersi le offre come esempio il feuilletton, o romanzo d’appendice, cioè il romanzo popolare a puntate. In Italia era già apprezzata Carolina Invernizio che aveva pubblicato presso l'editore Salani Il bacio d'una morta (1886), particolarmente apprezzato da un pubblico di poche pretese e dalle facili emozioni. Ma il romanzo rosa che Delly andava sviluppando in Francia era romanzo di intrattenimento e di evasione, di storie d'amore speciale, rivolto a un pubblico femminile di grande sentimentalismo.
Lo stile rassicurante e ripetitivo, traboccante di passioni e di personaggi a una sola dimensione, o tutti buoni o tutti cattivi, il finale esasperatamente emozionante. Tutto a confermava l'ideologia tradizionale della famiglia, del matrimonio e della maternità come valori cardine della società, propri della borghesia umbertina. In Italia, perciò, questo genere trovò subito diffusione e si sviluppò con l'opera di Annie Vivanti, Lucio D'Ambra, Guido da Verona, Pitigrilli. Mura entrò subito a far parte della schiera.

### Il successo
Mura sapeva raccontare storie trasgressive e pruriginose che a inizio Novecento toglievano il sonno alle lettrici. Aveva annunciato i suoi propositi già con la scelta dello pseudonimo. La sua strada di scrittrice si delinea diversa da quella delle altre italiane a lei contemporanee Sibilla Aleramo, che ha già scritto il suo capolavoro Una donna (1906), e Ada Negri che trattano temi femministi.
Nel 1919 pubblicò Perfidie, che incise in modo insospettabile sulle idee, sul linguaggio, sul costume e sulla fantasia di scrittori e cineasti. Mura vi affrontava addirittura il tema dell'amore lesbico.
Il primo vero successo arrivò nel 1921 con Piccola (33 000 copie vendute), un romanzo d'amore centrato però sull'analisi psicologica delle sensibilità adolescenziali, che ne fa uno spregiudicato romanzo di formazione al femminile.
Il periodo più produttivo di Mura è quello degli anni trenta del XX secolo, durante i quali l'autrice indaga il tema dell'amore e della passione travolgenti: vissuti come elementi naturali e primordiali (come si coglie da alcuni titoli Acquasorgiva, Vento di Terra, Pamela tra le fiamme) ma stemperati anche da sentimenti più conservatori per casa, matrimonio, maternità propri dell'ideologia fascista.

#### La censura di Mussolini
Nel 1930 sulla rivista Lidel Mura pubblica la novella Niôminkas, amore negro, forse ispirata dalla negritudine in voga a Parigi (dove conosce Joséphine Baker), o dai viaggi africani con l'amante Alessandro Chiavolini, redattore de Il Popolo d'Italia. Narra la violenta passione erotica e il lieto fine con matrimonio tra un ingegnere nero laureato a Firenze, ormai europeizzato e una giovane vedova dell'alta borghesia italiana. Nel 1934 esce Sambadù, amore negro, romanzo in cui Mura riscrive il testo aggiungendo la nascita di un figlio e la rottura del matrimonio, con tanto di illustrazioni di Marcello Dudovich con una donna bianca abbandonata fra le braccia di un "negro".
Informato dei contenuti dell'opera, Benito Mussolini trova la pubblicazione inammissibile e si scatena un pandemonio con conseguente sequestro del romanzo, diffida per l'autore dell'illustrazione in copertina (Marcello Dudovich), ritiro dalle edicole del quotidiano La Voce di Mantova reo di aver segnalato l'opera «all'ammirazione delle fedeli lettrici». Mura è sorvegliata dalla polizia politica.

### La rivalità con Liala
Le due autrici non si piacquero e il rapporto conflittuale è testimoniato anche da episodi di colore, come la visita che Liala fece a Mura dopo aver letto il romanzo Piccola (1921).
Liala, nel rievocare il suo incontro con Mura, a Gavirate, la descrisse in maniera alquanto sprezzante: “Mi venne incontro una donna piccolina, un poco formosa, con un grande naso, con poco mento, con bellissimi occhi e un sorriso che non capii se fosse cordiale o fosse inventato. Mura indossava una gonna qualunque, era poco truccata e aveva i capelli lisci, castani, con la frangetta. Una pettinatura da paggio che stonava con il tipo semplice di donna qual lei era”.
Mura, intravedendo in lei una temibile concorrente, ostacolò il passaggio di Liala dalla Arnoldo Mondadori Editore a Sonzogno, ai cui vertici stava Alberto Matarelli. La paura di Mura era giustificata: lei era una ragazza abile ma di scarsi mezzi. Liala, invece, una bellissima e ricchissima marchesa che sarebbe diventata la scrittrice più letta d'Italia.

## I romanzi
Fonte: Dove non diversamente specificato, Catalogo del Servizio Bibliotecario Nazionale
Romanzi e novelle
- Perfidie, Milano: Sonzogno, 1919
- La camerista delle maratone, Milano: Sonzogno, 1920
- Piccola, Milano: Sonzogno, 1921
- Alda Borelli, Milano: Sonzogno, 1921
- Donnine d'amore Milano: Sonzogno, 1922)
- L'amore di Beby, Milano: Sonzogno, 1923
- I cuori fragili, Milano: Sonzogno, 1924
- La principessa della grotta nera, ill. di Gino Maggioni, Milano: Sonzogno, 1924
- Allegria, ovvero Il fanciullo prodigio, Milano: Sonzogno, 1925
- Viaggio di nozze, Milano: Sonzogno, 1925
- L'amico e la signora, Milano: Sonzogno, 1926
- Le infedeli, Milano: Sonzogno, 1926
- Confidenze e manie di donne, Milano: Sonzogno, 1927
- Tentazioni: consigli alle signore e suggerimenti agli uomini, Milano: Sonzogno, 1927
- Agazur innamorata, Milano: Sonzogno, 1928
- Donne di peccato, Milano: Sonzogno, 1928
- L'amorosa, Milano: Sonzogno, 1929
- C'è una maniera d'amare, Milano: Sonzogno, 1929
- Fammi bella, Milano: Sonzogno, 1929
- Sono stata a Parigi, Palermo: Hodierna, 1930
- Fermati, amore, Palermo: Hodierna, stampa 1931
- Lu principessa da circo, Milano: Sonzogno, 1931
- Viaggio di nozze, Milano: Sonzogno, 1931
- L'amico e la signora, Milano: Sonzogno, 1932
- L'amore non ha freddo, Milano: Sonzogno, 1932
- Mi piace questo amore, Milano: Sonzogno, 1932
- Peccati, Milano: Corbaccio, 1932
- La bella avventura, Milano: Sonzogno, 1933
- L'adorabile intrusa, Milano: Sonzogno, 1934
- La carovana dell'amore, Milano: Sonzogno, 1934
- Sambadù, amore negro, ill. di Marcello Dudovich, Milano-Roma: Rizzoli, 1934
- Cabina di lusso, Milano: Sonzogno, 1935
- Uscita di collegio, Milano: Sonzogno, 1935
- Mary, Mariù, Maria, Milano: Sonzogno, 1936
- Quella che passa, Milano: Sonzogno, 1936
- Quattro ragazze sull'erba, Milano: Sonzogno, 1937
- Le sorelle di via Belfiore, Milano: Sonzogno, 1937
- La viandante sentimentale, Milano: Sonzogno, 1937
- I miei occhi hanno paura, Milano: Sonzogno, 1938
- Serenata a nera, Milano: Sonzogno, 1938
- Acquasorgiva, Milano: Sonzogno, 1939
- Il doppio volto di Isabella Gluk, Milano: Sonzogno, 1939
- Lolita Moreno, Milano: Sonzogno, 1940
- Vento di terra, Milano: Garzanti, 1940
- Camelia fra le fiamme, prefazione di Flavia Steno (Amelia Osta Cottini), Milano: Sonzogno, 1941 (postumo)
- In giro pel mondo, Milano: Sonzogno, 1941 (postumo)
- Lorenza d'oltremare, Milano: Sonzogno, 1942 (postumo)
- Il cuore in ascolto, Milano: Sonzogno, 1942 (postumo)
- Dalla mia finestra, Milano: Sonzogno, 1942 (postumo)
- Il cuore a spicchi, Milano: Sonzogno, 1945 (postumo)
- Ladra di cuori, Milano: Sonzogno, 1945 (postumo)

Storie per l'infanzia
- Alessandro Chiavolini e Mura, Le avventure di Nasino monello di buon cuore, ill. di Filiberto Scarpelli, Milano: Sonzogno, [1919?]
- Alessandro Chiavolini e Mura, La torre di zucchero, fiaba, ill. di Ninon [Vittorio Accornero], Milano: Sonzogno, [1919?]
- Nasino, Kokò e Kikì, racconto di avventure, ill. di Attilio, Milano: Sonzogno, [192?]
- Alessandro Chiavolini e Mura, Il principe Gentile e la principessa Cortesia, ill. di Morelli, Milano: Sonzogno, [1920?]

Teatro e Cinema
- Paggio Fernando, commedia in tre atti, Milano: Sonzogno, c1923
- Il mio teatro, Milano: Sonzogno, c1930
- La mia canzone al vento, soggetto cinematografico in 2 tempi, marzo-aprile 1939-XVII, Roma Ed. Safa Film, [1939]